# Ostrowite (powiat golubsko-dobrzyński)
Ostrowite – wieś w Polsce położona w województwie kujawsko-pomorskim, w powiecie golubsko-dobrzyńskim, w gminie Golub-Dobrzyń.

## Przynależność administracyjna
Wieś królewska położona była w 1664 roku w starostwie golubskim. W latach 1975–1998 miejscowość należała administracyjnie do województwa toruńskiego.

## Demografia
Według Narodowego Spisu Powszechnego (III 2011 r.) wieś liczyła 639 mieszkańców. Jest drugą co do wielkości miejscowością gminy Golub-Dobrzyń.

## Straż Pożarna
W 1922 roku została założona tu Ochotnicza Straż Pożarna. 15 lipca 1928 odbyło się poświęcenie sztandaru jednostki. Wówczas prezesem był Wieczorkowski, a wiceprezesem - Draczyński.

## Zabytki
- kościół pw. św. Marii Magdaleny w stylu gotyckim, z przełomu XIII/XIV w., przebudowany pod koniec XVI w., kiedy to szczyt wieży uzyskał renesansową formę[6]
- kościół poewangelicki, neobarokowy z lat 1907-1908, zwieńczony baniastym hełmem (w 2007 roku opuszczony, popadający w ruinę) wraz z budynkami mieszkalnymi pastora i jego rodziny (tzw. pastorówka, w 2007 roku: poczta). Budowę kościoła sfinansowała pruska Komisja Kolonizacyjna. Świątynia była czynna do roku 1945, a w roku 2011 została wpisana do rejestru zabytków[7].
- dwór z połowy XIX w., otoczony parkiem krajobrazowym (wykorzystywany obecnie jako budynek szkolny)
- budynek straży pożarnej z 1907 roku
- cmentarz poewangelicki, na wzgórzu za kościołem katolickim

Do rejestru zabytków nieruchomych wpisane są obiekty:
- kościół parafialny pw. św. Marii Magdaleny, koniec XVI wieku, nr rej.: A/352 z 13.07.1936
- kościół ewangelicki, obecnie nieużytkowany, lata 1907–1908, nr rej.: A/1590/1-2 z 1.06.2011
- dawna pastorówka, lata 1904–1905, nr rej.: A/1590/1-2 z 1.06.2011
- park dworski, XVIII wiek, nr rej.: 449 z 22.11.1984

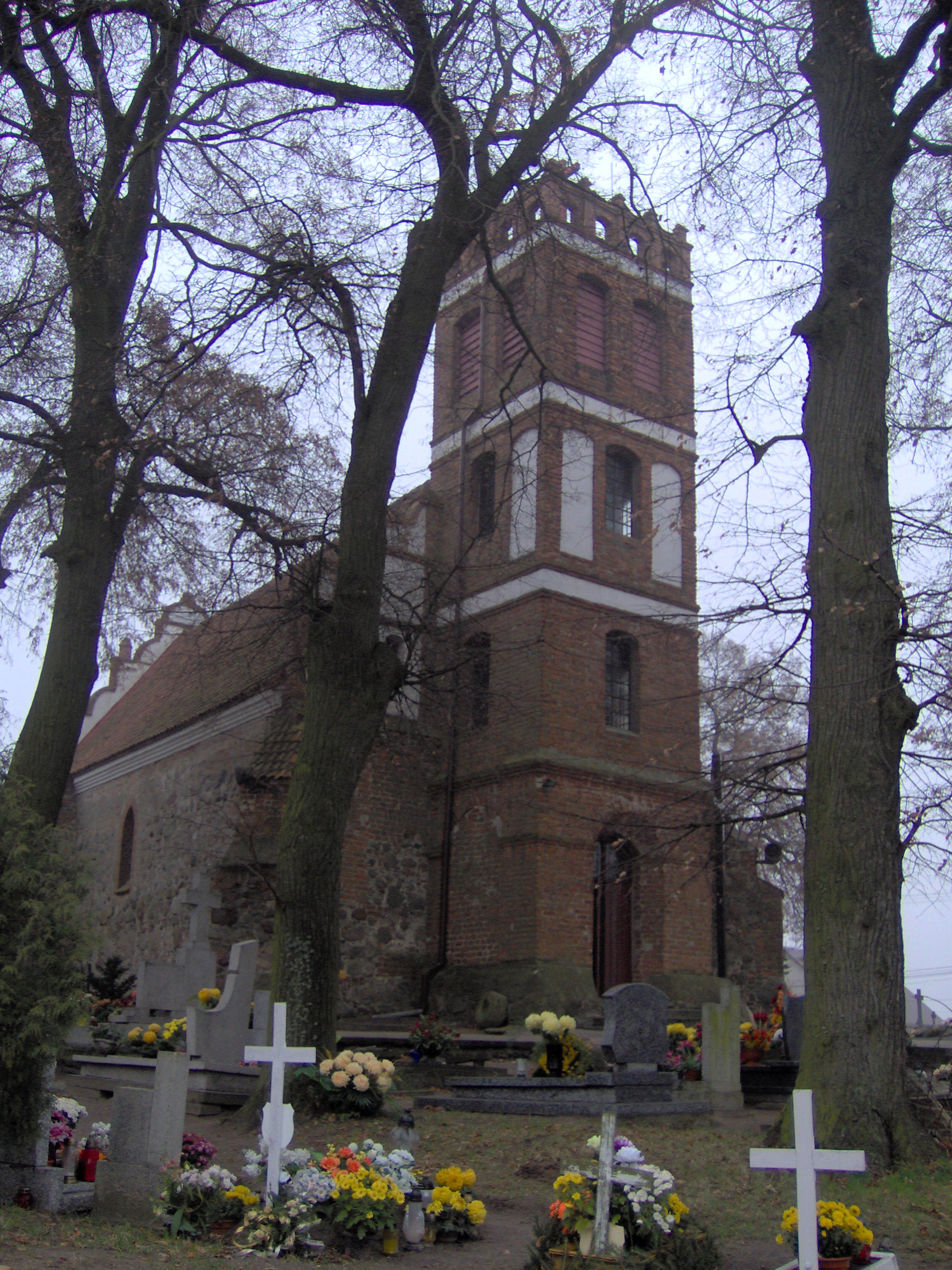
Kościół pw. św. Marii Magdaleny
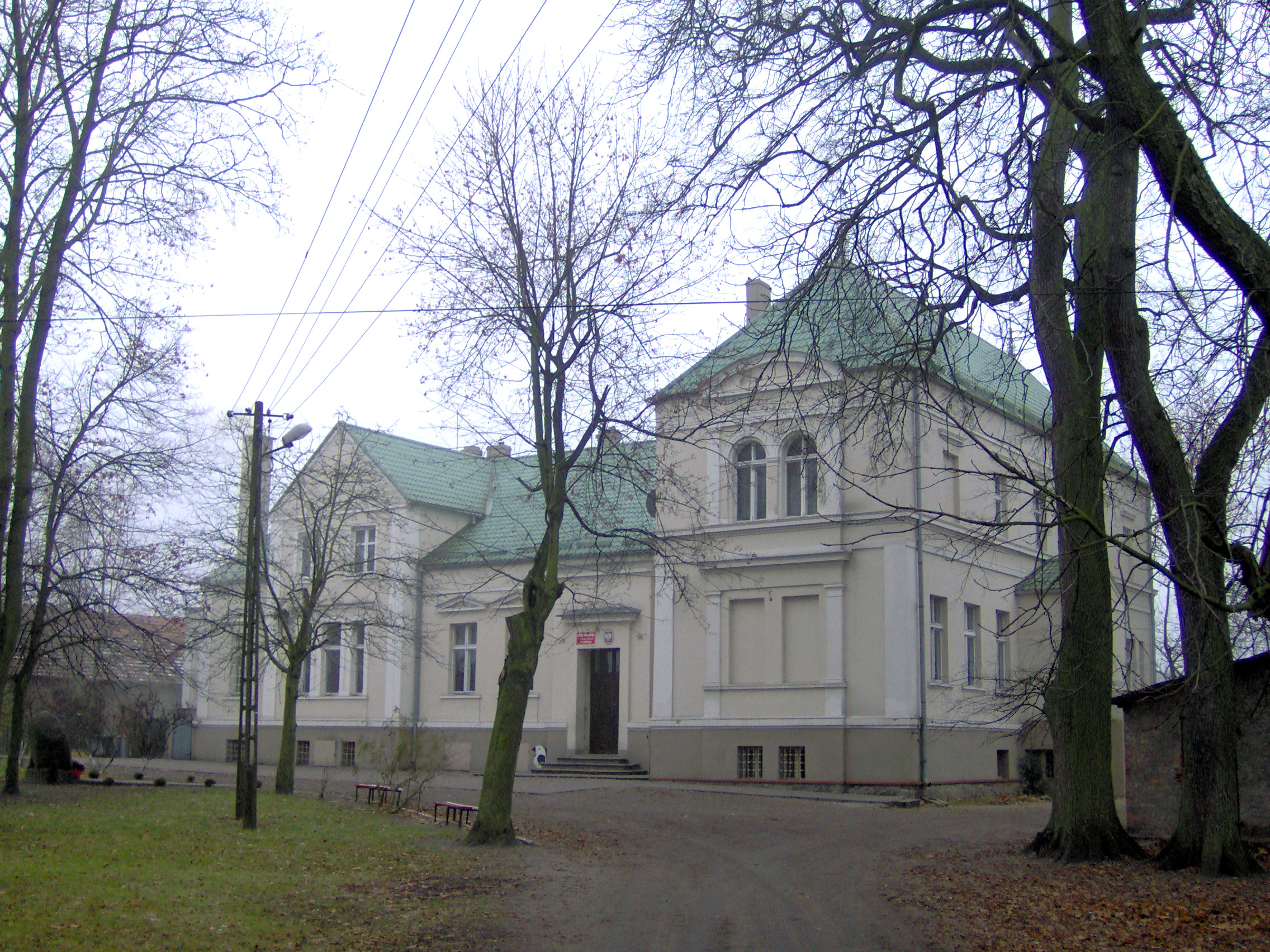
Dwór w Ostrowitem